# Agga
Pour les articles homonymes, voir Akka.
Agga, ou Akka, est selon la tradition mésopotamienne un roi de la ville de Kish, située près de Babylone, sur le territoire actuel de l'Irak, vers 2585 av. J.-C.
Dans la Liste royale sumérienne, Agga est présenté comme le fils et successeur d'Enmebaragesi. Il est crédité d'un règne de 625 ans, qui conclut la première dynastie de Kish, avant que celle-ci ne soit supplantée par celle d'Eanna/Uruk.
Agga est aussi le protagoniste d'un récit sumérien, appelé Gilgamesh et Agga par les assyriologues. Celui-ci relate la tentative d'Agga de soumettre la ville d'Uruk, dirigée par le roi Gilgamesh. Ce dernier choisit de résister, et malgré la puissance de l'armée de Kish, réussit à lui faire rebrousser chemin en se montrant simplement en haut de ses murailles pour l'intimider.
Il semble donc que la tradition ait gardé le souvenir de conflits entre Kish et Uruk, auxquels Agga aurait pris part. Le fait que les évènements rapportés dans ces deux documents, s'ils sont réels, se sont déroulés à une époque très reculée nous empêche d'en savoir plus, faute de sources supplémentaires.